# لیشای
لیشای (به لاتین: Lishui) یک شهر مرکزی در جمهوری خلق چین است که در چجیانگ واقع شده‌است.

## خصوصیات
لیشای ۱۷٬۲۹۸ کیلومترمربع مساحت و ۲٬۵۰۶٬۶۰۰ نفر جمعیت دارد.